# Interstellar
Pour les articles homonymes, voir Interstellaire.
Pour plus de détails, voir Fiche technique et Distribution.
Interstellar, ou Interstellaire au Québec, est un film de science-fiction britannico-américain produit, écrit et réalisé par Christopher Nolan, sorti en 2014.
Il met en scène Matthew McConaughey (l'astronaute Joseph Cooper, personnage principal), Anne Hathaway (l'astronaute Amelia Brand),  Michael Caine (son père, le professeur Brand), Jessica Chastain (la scientifique Murphy Cooper, la fille de Joseph adulte), Casey Affleck (Tom Cooper, frère de Murphy) et Matt Damon (l'astronaute Dr Mann).
Alors que la Terre se meurt, une équipe d'astronautes franchit un trou de ver apparu près de Saturne et conduisant à une autre galaxie, afin d'explorer un nouveau système stellaire dans l'espoir de trouver une planète habitable et d'y établir une colonie spatiale pour sauver l'humanité.

## Synopsis
En 2067, la Terre est devenue de moins en moins accueillante pour l'humanité plongée dans une grave crise alimentaire. L'humanité est tellement résignée à son destin que les écoles enseignent que les missions Apollo n'ont jamais eu lieu et n'étaient que des impostures destinées à ruiner l'URSS. Cooper, ancien pilote de la NASA devenu agriculteur, vit dans une ferme avec sa famille. Sa fille Murphy, âgée de dix ans, croit leur maison hantée par un fantôme voulant communiquer avec elle en faisant tomber des livres de la bibliothèque de sa chambre.
Après une forte tempête, venue interrompre le match de baseball auquel il assistait en famille, Cooper remarque que la poussière entrée par la fenêtre dans la chambre de sa fille forme des lignes au dessin étrange, Cooper estime que ce phénomène de communication est causé par la gravité, et remarque que les données reçues sont en binaire, et non pas en morse comme le croyait Murphy. Le « fantôme » pourrait être une intelligence inconnue leur adressant un message codé au moyen d'ondes gravitationnelles qui altèrent la poussière sur le sol. Ils comprennent que ce message leur indique les coordonnées géographiques d'un lieu où ils décident de se rendre.
Cooper et Murphy trouvent en ce lieu une installation secrète de la NASA qui, malgré les démentis du gouvernement, existe toujours. Les scientifiques présents, dirigés par le professeur John Brand, informent Cooper de la découverte d'un trou de ver, formé 48 ans auparavant à proximité de Saturne. Un trou de ver naturel d'une telle taille et durée étant impossible, les scientifiques ont conclu qu'il a dû être créé par une forme intelligente — peut-être celle qui a fourni à Cooper les coordonnées de l'installation — pour sauver l'humanité de l'extinction. Brand révèle à Cooper le but de la NASA : sauver l'humanité en trouvant une autre planète habitable, alors que la Terre ne le sera bientôt plus. Aucune planète de ce type n'existe dans le système solaire et ce trou de ver serait le moyen d'atteindre relativement rapidement, sans voyages intersidéraux de plusieurs millénaires, de nouvelles planètes dans un autre système.
Cooper est recruté pour piloter le vaisseau spatial Endurance, avec pour mission de retrouver les explorateurs des expéditions Lazare, des capsules habitées envoyées à travers le trou de ver pour étudier une douzaine de planètes et vérifier leur habitabilité par l'Homme. Ces capsules ont renvoyé des données intéressantes sur trois planètes, toutes situées dans le même système planétaire, explorées par les astronautes Miller, Mann et Edmunds.
Le professeur Brand cherche également comment procéder à une évacuation générale de la Terre. Il estime, grâce au trou de ver et aux multiples anomalies gravitationnelles observées ces 48 dernières années, qu'il pourra « manipuler » la gravitation s'il résout une certaine équation. Ainsi toute l'humanité pourrait-elle voyager dans des complexes en cours de construction vers l'une de ces planètes, si elle s'avère colonisable. Brand évoque deux scénarios de colonisation possibles : le plan A, exigeant de résoudre l'équation, serait une évacuation générale de la Terre vers l'une de ces planètes ; le plan B, en cas d'échec à résoudre l'équation, serait une colonisation s'appuyant sur le développement in vitro de 900 kilos d'ovules humains fécondés et congelés. Ce second plan ne sauverait pas la population de la Terre, mais offrirait tout de même une seconde chance à l'espèce humaine. Cependant, le professeur Brand se dit confiant dans la possibilité de résoudre l'équation durant leur voyage.
Cooper accepte ce voyage au retour incertain au-delà du trou de ver. Le cœur brisé, Murphy lui dit, pour le convaincre de rester, que le fantôme a envoyé le message : « reste » (stay, en anglais). Elle lui fait jurer de revenir. Le départ est programmé et Cooper dit au revoir à ses enfants et son beau-père, puis décolle avec un équipage composé d'Amélia Brand, fille du professeur, des astronautes Romilly et Doyle, et du robot TARS pour un vol spatial de deux ans afin de rejoindre le trou de ver, le traverser et aborder les trois planètes pressenties. Après le décollage, les astronautes amarrent la navette Ranger sur le vaisseau mère Endurance qui les emportera dans l'espace. TARS y rencontre CASE, un autre robot du même modèle qui les aidera dans la mission. Les astronautes enclenchent la rotation d'Endurance pour créer une pesanteur artificielle et configurent le vaisseau pour le voyage vers Saturne. Commence alors « le plus long voyage interstellaire de l'histoire de l'humanité ».
Après deux ans de voyage en état d'hibernation, les astronautes approchent de Saturne et sont réveillés. Des messages leur parviennent de la Terre. Le premier, envoyé à Amélia par son père, lui dit de « faire toutes ses amitiés à Mann ». Cooper adresse un message à Murphy, sa fille, qui lui en veut énormément d'être parti. Écoutant les messages parvenus de la Terre, Cooper est triste de ne pas revoir ses enfants et leur grand-père. Déjà à son poste dans la navette Ranger, Romilly demande à Cooper d'arrêter la rotation d'Endurance car le trou de ver est maintenant visible. Tous rejoignent Romilly pour plonger dans le trou de ver. La traversée du trou de ver fait apparaître d'étranges phénomènes : Amélia observe à l'intérieur même du Ranger une déformation de l'espace-temps, elle tend le bras vers celle-ci et décrit la sensation d'avoir serré une main. Puis leur vaisseau émerge du trou de ver dans un système d'une autre galaxie.
La première planète à visiter, celle de la planète Miller, s'avère très proche de Gargantua, un trou noir situé dans ce système. Son influence gravitationnelle provoque un écoulement du temps plus lent que sur la Terre (une heure y représente sept années terrestres), car l'espace-temps se dilate près d'un corps très massif. Les astronautes trouvent à leur arrivée une planète-océan et se posent à un endroit où l'eau est très peu profonde. Ils ne trouvent que des débris du module de l'astronaute Miller mais constatent qu'une vague haute de 1 200 m se rapproche d'eux. Doyle meurt emporté par cette vague, après qu'Amélia a essayé de récupérer les données retrouvées dans la carcasse du module, probablement détruit par une vague quelques « heures » seulement avant leur arrivée, du fait de la distorsion temporelle. La vague frappe leur Ranger, heureusement sans le détruire, mais ils sont bloqués sur la planète le temps que les moteurs inondés redeviennent opérationnels. Cooper et Amélia décollent enfin, évitant de justesse une deuxième vague, et reviennent au vaisseau mère où ils découvrent que Romilly, resté à bord, les attend depuis plus de 23 ans.
L'équipage hésite entre la planète explorée par Mann, qui envoie toujours des signaux, et celle d'Edmunds, dont les données envoyées avaient semblé plus intéressantes mais qui n'émet plus. Amélia, amoureuse d'Edmunds, veut aller sur sa planète et tente de convaincre Cooper et Romilly en développant une théorie sur l'amour transcendant le temps et l'espace. Cependant, Cooper et Romilly sont sceptiques et l'Endurance fait cap sur la planète de Mann. Cette planète est un monde glacé. Les astronautes y trouvent le professeur Mann, toujours en vie dans son caisson d'hibernation. Une fois réveillé, il leur dit qu'ils sont sur un nuage d'ammoniac gelé invivable, mais sous lequel la planète possède une surface à partir de laquelle l'ammoniac se dissout et où, donc, la vie est possible.
Pendant ce temps sur Terre, plus de 25 ans se sont écoulés. Murphy, devenue chercheuse scientifique, a rejoint l'équipe du professeur Brand et l'aide dans son travail sur l'équation, toujours non résolue. Brand, désormais très âgé et mourant, avoue à Murphy qu'il sait depuis longtemps ne pas pouvoir résoudre cette équation avec les seules données dont il dispose : il lui faudrait des données quantiques issues de la singularité d'un trou noir. En raison de cette impasse, il reconnaît avoir évoqué le plan d'évacuation globale uniquement pour motiver les participants au projet. En réalité, le plan « de secours », la colonisation automatique par embryons congelés, est le vrai plan de base. Après cette confession, le professeur Brand meurt. 
Murphy informe l'équipage de l'Endurance de la supercherie. Furieux, Cooper souhaite rentrer au plus vite, mais Romilly lui propose une option : lors du voyage de retour, ils pourraient, par une manœuvre bien précise, envoyer TARS au travers de l'horizon des événements de Gargantua, qui s'avère être une singularité douce. TARS récupérerait des données quantiques sur la singularité de ce trou noir, permettant aux scientifiques sur Terre de résoudre enfin l'équation de gravitation. 
Mann révèle à Cooper qu'il les a attirés avec de fausses données pour être secouru : sa planète n'est en réalité absolument pas vivable, elle n'a pas de surface. Son mensonge avoué, Mann tente de tuer Cooper et Romilly meurt dans l'explosion de la carcasse piégée de KIPP, le robot de Mann. Ce dernier s'empare d'un Ranger et s'enfuit vers le vaisseau mère, resté en orbite autour de la planète, pour se rendre à la planète d'Edmunds afin d'exécuter le plan B, avec ou sans eux. En voulant forcer le système d'amarrage du Ranger sur le vaisseau mère, Mann provoque sa propre mort et endommage une partie de l'Endurance, qui manque de s'écraser sur la planète. Cooper et Amélia réussissent cependant à regagner et sauver le vaisseau, mais il est attiré vers Gargantua.
N'ayant plus assez de carburant pour rentrer à cause des dommages de l'Endurance, Cooper et Amelia se résignent à rallier la troisième planète, celle d' Edmunds, et y appliquer le plan B. Pour ce voyage, ils vont utiliser la force d'attraction gravitationnelle du trou noir et profiter de l'effet catapulte apporté pour gagner suffisamment de vitesse et rejoindre la planète. Il leur faudra coupler la puissance de tous leurs moteurs, puis larguer une de leurs navettes ainsi que TARS pour s'alléger et échapper à l'attraction de Gargantua. Après la manœuvre et le largage de TARS, Cooper détache également sa propre navette, révélant à Amélia qu'il doit aussi se sacrifier pour qu’Endurance échappe au trou noir.
Cooper plonge dans le trou noir de Gargantua. Il s'éjecte de sa navette Ranger en train de se disloquer et se retrouve dans un espace étrange, une nouvelle dimension en forme de tesseract géant. Derrière la paroi du tesseract, il voit la chambre de sa fille, où Murphy enfant est en pleurs, et essaie de communiquer à travers les fibres de la paroi, ce qui se traduit par la chute de livres de la bibliothèque de la chambre. Il se voit, Cooper d'autrefois, entrer dans la chambre de sa fille et lui confirmer qu'il accomplira le voyage spatial. Tentant de se dissuader lui-même de faire ce voyage, qui le privera à jamais de retrouver Murphy, il envoie par message morse le mot « reste » (stay, en anglais), tentative évidemment vaine. Pendant ce temps, TARS l'informe par radio être sain et sauf.    
Cooper comprend qu'il était le « fantôme » de sa fille depuis le début. Le tesseract met à sa disposition une infinité de chambres, chacune avec une temporalité différente, lui permettant de communiquer à n'importe quelle époque qu'il désire au travers de la gravitation, la seule force pouvant traverser le temps et l'espace. Il envoie donc au jeune père qu'il était les coordonnées du centre de la NASA en binaire afin de rendre possible la branche du temps qu'il a vécue, celle où il va au lieu indiqué par les coordonnées, découvre le centre spatial de la NASA, devient le pilote de l'Endurance et entre finalement dans ce tesseract pour envoyer le message le plus important, orientant l'axe de recherche nécessaire au sauvetage de l'humanité.   
Il transmet également à Murphy adulte, devenue physicienne au centre de la NASA, les informations quantiques de la singularité recueillies par TARS, en code morse via une onde gravitationnelle déplaçant de façon irrégulière l'aiguille d'une montre qu'il lui avait laissée avant de partir. Sur Terre, Murphy identifie le message en morse sur la montre et recueille les données grâce auxquelles elle résoudra plus tard les équations qui tenaient en échec le professeur Brand, maîtrisera la force de gravitation et réalisera le plan d'évacuation de l'ensemble des Terriens.   
Cela fait, le tesseract semble se replier progressivement et le robot TARS en conclut que les êtres du bulk sont en train de le refermer. Ces êtres, estime Cooper, sont peut-être des humains du futur : devenus une civilisation très avancée, ils ont placé le trou de ver près de Saturne et le tesseract dans l'autre galaxie, à une époque passée pour eux, celle où la civilisation humaine se mourait sur Terre, dans le but de sauver l'humanité et, donc, d'assurer leur propre existence par une boucle temporelle.
Cooper est relâché du tesseract, glisse dans le trou de ver où, dans une autre interaction avec le passé, il serre la main d'Amélia dans le vaisseau Ranger quand celui-ci traversait le trou de ver. Il se retrouve ensuite flottant dans l'espace avec TARS, près de Saturne. Des dizaines d'années se sont écoulées sur Terre pendant qu'il effectuait sa mission. Sauvé de justesse, il est emmené dans un cylindre O'Neill orbitant autour de Saturne, nommé Station Cooper en hommage à sa fille qui a sauvé l'humanité. Ce cylindre est le complexe que le professeur Brand souhaitait faire voler en maîtrisant la gravitation, des décennies auparavant. Se réveillant à bord de cette station orbitale, Cooper apprend que sa fille, très âgée désormais, vit encore : il lui rend une dernière visite sur son lit de mort avant de voler une navette de la NASA pour repartir avec TARS à travers le trou de ver et rejoindre le docteur Amélia Brand sur la planète Edmunds.
Pendant ce temps, Amélia, ignorant le destin de Cooper, met en place le plan B sur la planète du Dr Edmunds. Après s'être recueillie sur la tombe de son ancien amour, Edmunds, mort depuis plusieurs années dans un glissement de terrain qui a détruit sa capsule et son caisson d'hibernation, elle enlève son casque puis rejoint un campement : l'air est respirable pour les humains, la planète est colonisable.

## Fiche technique
- Titre original et français : Interstellar
- Titre québécois : Interstellaire
- Réalisation : Christopher Nolan
- Scénario : Christopher Nolan et Jonathan Nolan
- Direction artistique : Nathan Crowley
- Décors : Kendelle Elliott, David F. Klassen, Dean Wolcott et Robert Woodruff
- Costumes : Mary Zophres
- Photographie : Hoyte Van Hoytema
- Montage : Lee Smith
- Musique : Hans Zimmer
- Production : Christopher Nolan, Lynda Obst et Emma Thomas
- Sociétés de production : Warner Bros., Paramount Pictures, Legendary Pictures, Syncopy Films et Lynda Obst production
- Sociétés de distribution[3] ; Paramount Pictures (États-Unis), Warner Bros. Pictures (France)
- Budget : 165 000 000 de dollars[4]
- Pays de production :  Royaume-Uni et  États-Unis
- Langue originale : anglais
- Format : couleur (pellicule Kodak) — 35 mm / 70 mm — 2,39:1 — son DTS / Dolby Digital / IMAX 6-Track / Dolby Surround 7.1 / SDDS / Sonics-DDP
- Son Dolby numérique
- Durée : 169 minutes
- Genre : science-fiction et drame
- Dates de sortie[5] :
  - États-Unis : 26 octobre 2014 (première à Los Angeles) ; 7 novembre 2014 (sortie nationale)
  - Royaume-Uni : 29 octobre 2014
  - France, Canada, Belgique et Suisse romande : 5 novembre 2014
- Classification :
  - États-Unis : PG-13
  - France : tous publics
    - Déconseillé aux moins de 10 ans à la télévision

## Distribution
- Matthew McConaughey (VF : Bruno Choël) : Joseph Cooper
- Anne Hathaway (VF : Caroline Victoria) : Dr Amelia Brand
- Michael Caine (VF : Frédéric Cerdal) : Pr John Brand
- Jessica Chastain (VF : Rafaèle Moutier) : Murphy Cooper
  - Mackenzie Foy (VF : Lou Dubernat) : Murphy Cooper, enfant
  - Ellen Burstyn (VF : Marion Loran) : Murphy Cooper, âgée
- Casey Affleck (VF : Donald Reignoux) : Tom Cooper
  - Timothée Chalamet (VF : Gabriel Bismuth-Bienaimé) : Tom Cooper, enfant
- Matt Damon (VF : Damien Boisseau) : Dr Mann
- David Gyasi (VF : Daniel Njo Lobé) : Romilly
- Wes Bentley (VF : Jean-Christophe Dollé) : Doyle
- John Lithgow (VF : Patrick Préjean) : Donald
- Bill Irwin (VF : François Dunoyer) : le robot TARS (voix)
- Josh Stewart (VF : Stefan Godin) : le robot CASE (voix)
- Topher Grace (VF : Stéphane Pouplard) : Dr Getty
- Leah Cairns (VF : Laurence Charpentier) : Loïs
- David Oyelowo (VF : Jean-Baptiste Anoumon) : le principal
- Collette Wolfe (VF : Emmanuelle Rivière) : Mme Hanley
- William Devane (VF : Patrick Messe) : le directeur de la NASA Williams
- Jeff Hephner : un docteur
- Brooke Smith : une infirmière de la station Cooper
- Elyes Gabel : l'administrateur de la station Cooper

- Version française
  - Studio de doublage : Cinéphase
  - Direction artistique : Michel Derain
  - Adaptation : Pierre Arson

 Source et légende : version française (VF) sur RS Doublage, AlloDoublage et selon le carton du doublage français cinématographique.

## Production

### Développement
Le projet est lancé par la productrice Lynda Obst et le physicien Kip Thorne, qui ont pour but de créer un film de science-fiction spatiale d'une très grande vraisemblance scientifique en se basant, justement, sur les travaux dudit physicien. Jonathan Nolan écrit alors en 2006 un scénario pour le projet, qui est à l'époque sous la tutelle de DreamWorks. C'est d'ailleurs Steven Spielberg qui était à l'époque mandaté pour le réaliser, rôle qu'il finira par abandonner à la suite de la grève des scénaristes en 2007. C'est Christopher Nolan, le frère de Jonathan, qui récupère le projet. Il en réécrit d'ailleurs intégralement le scénario. Bien que Warner Bros (qui est en collaboration avec la société de Nolan Syncopy Films) et Paramount soient traditionnellement rivaux, Nolan demande à cette dernière de participer à la production du film ; les deux sociétés acceptent de collaborer. En 2013, Legendary Pictures négocie un accord avec Warner Bros. : elle ne réussit pas à renouveler son partenariat de production de huit ans avec Warner Bros., mais accepte de renoncer à un financement pour Man of Steel en échange d'une participation dans Interstellar.

### Influences
Le film est basé sur les travaux du physicien américain Kip Thorne, qui a assuré une vraisemblance scientifique lors de l'écriture du scénario et de la modélisation des effets spéciaux.
Christopher Nolan a avoué avoir réalisé ce film dans le but de rendre hommage aux films de science-fiction qu'il regardait quand il était petit, et qui l'ont inspiré, tels que 2001, l'Odyssée de l'espace, Star Wars, Solaris, Le Trou noir, etc.

### Auditions

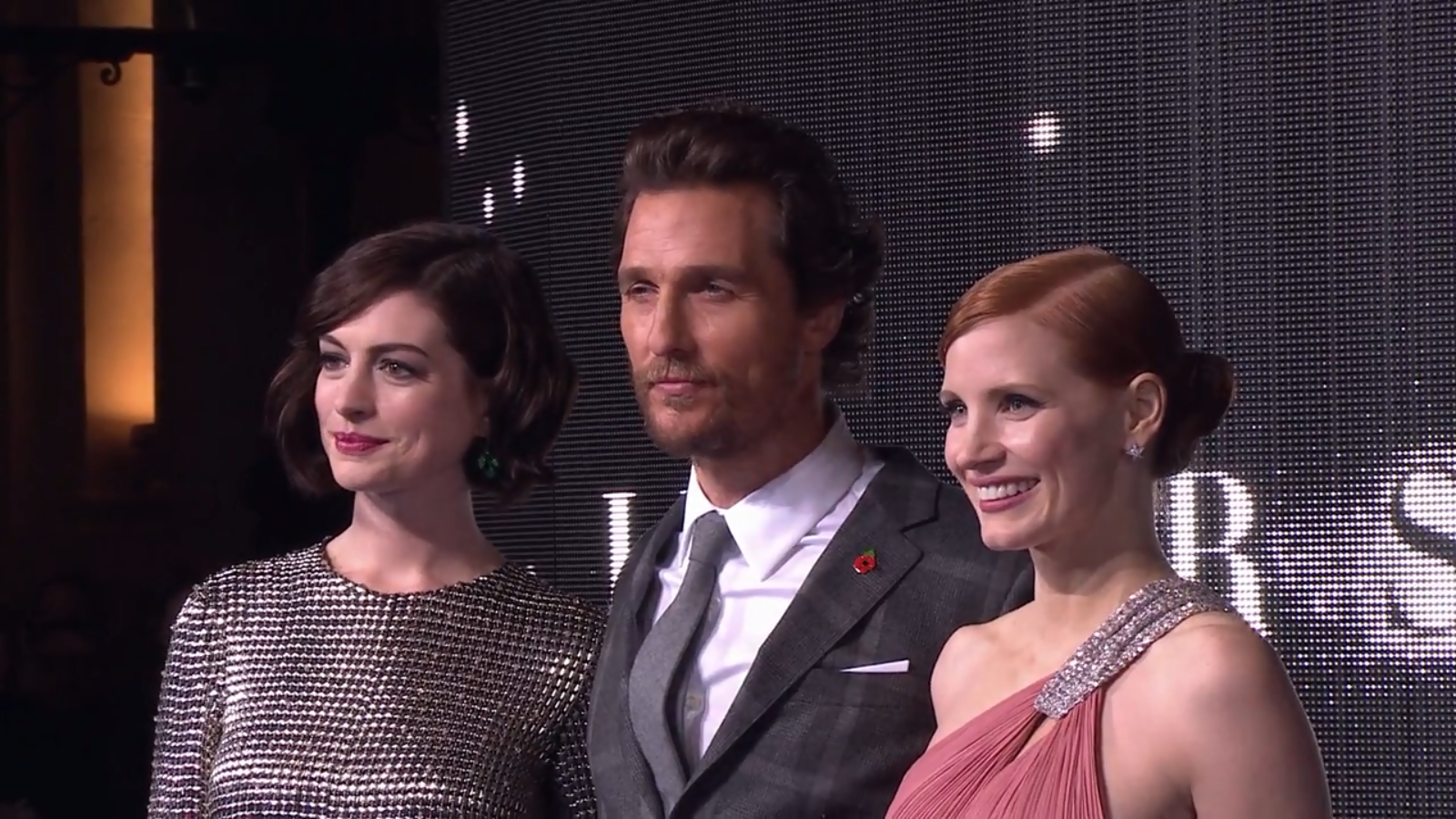
Les acteurs Anne Hathaway, Matthew McConaughey et Jessica Chastain à la première européenne du film, en octobre 2014.

Anne Hathaway a été invitée chez Nolan, où elle a pu lire le script d'Interstellar.
En avril 2013, Matthew McConaughey et Anne Hathaway ont été annoncés dans les rôles principaux du film. Jessica Chastain a été contactée alors qu'elle était sur le tournage de Mademoiselle Julie, en Irlande du Nord, où le script lui a donc été apporté. L'acteur Irrfan Khan a dit qu'il devait refuser le rôle car il voulait être en Inde pour le film The Lunchbox. L'acteur Matt Damon a été ajouté à la fin août 2013 pour jouer un rôle secondaire mais crucial dans l'intrigue, en Islande.

### Tournage
Le tournage commence le 6 août 2013 dans la province canadienne de l'Alberta. Au Canada, l'équipe tourne dans les villes de Nanton[réf. nécessaire], Fort MacLeod, Longview,, Lethbridge[réf. nécessaire] et Okotoks, notamment au stade Seaman et au Old Town Plaza[réf. nécessaire]. Le tournage au Canada s'est terminé le 9 septembre 2013[réf. nécessaire]. Le tournage a ensuite eu lieu en Islande pendant deux semaines sur le Skaftafellsjökull. Une foule d'environ 350 personnes a été réunie dont 150 locaux pour les scènes en Islande[réf. nécessaire]. Enfin, l'équipe a déménagé à Los Angeles pendant 54 jours[réf. nécessaire]. Les lieux de tournage comprennent l'autoroute, le Westin Bonaventure Hotel, le palais des congrès de Los Angeles, le quartier de Culver City et une résidence privée à Altadena[réf. nécessaire].

Principaux lieux de tournage
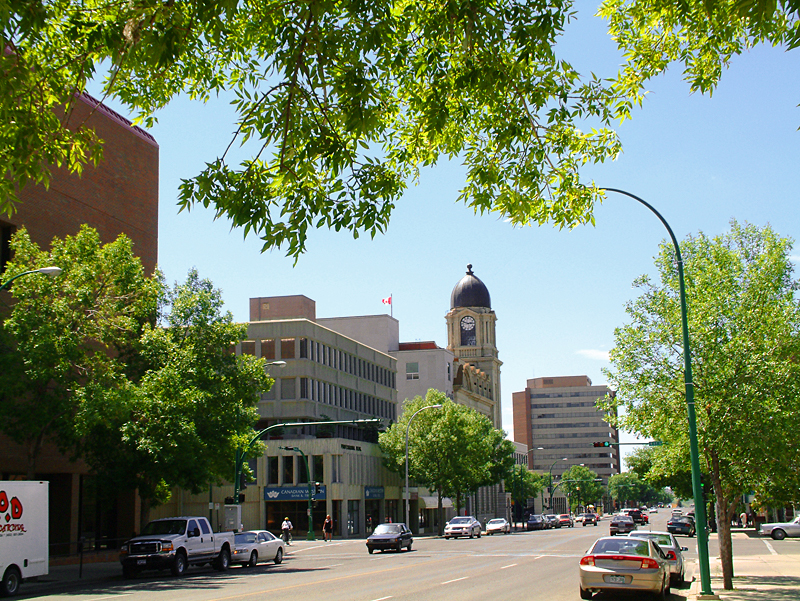
Lethbridge.
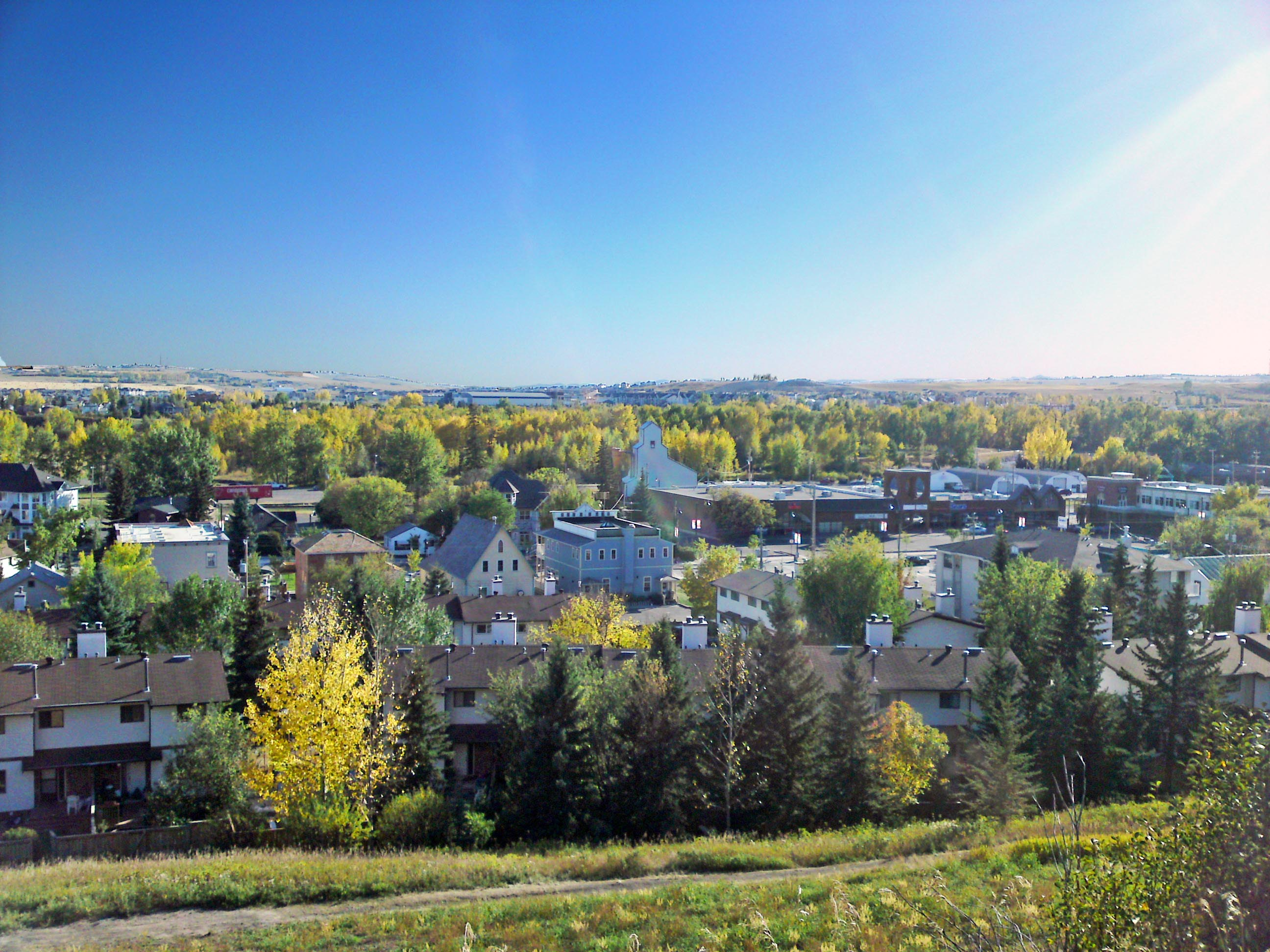
Okotoks.
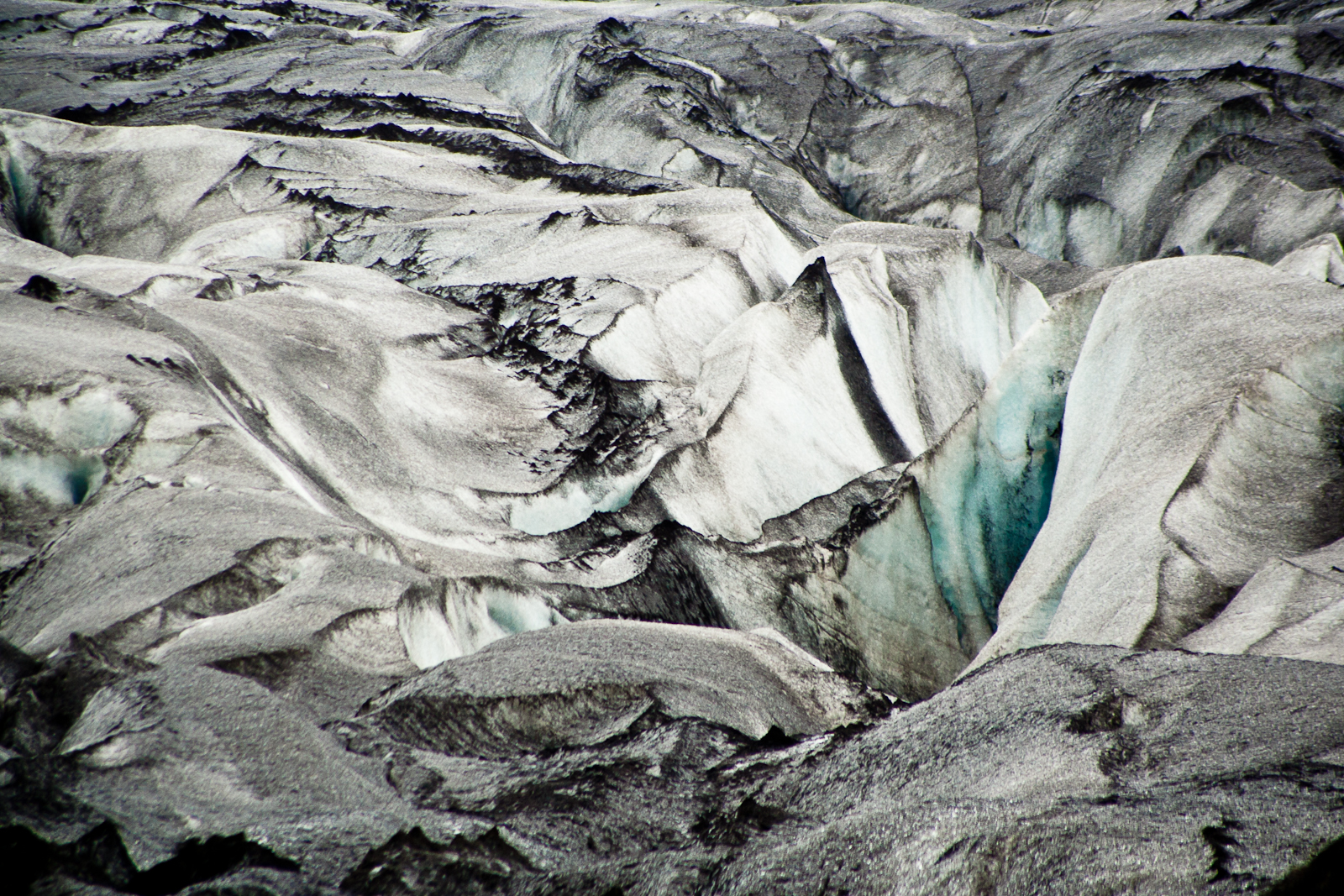
Skaftafellsjökull.
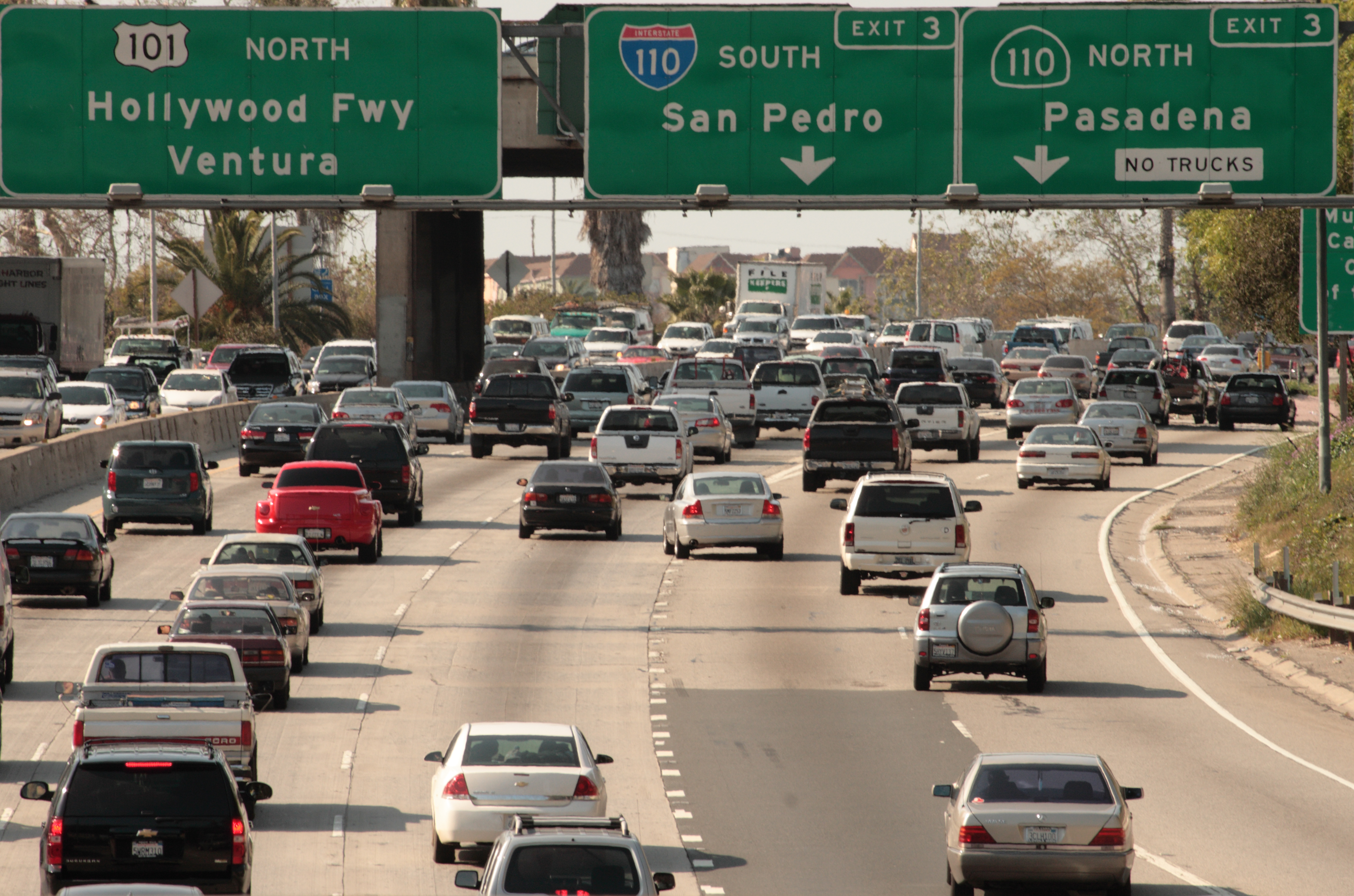
Los Angeles.
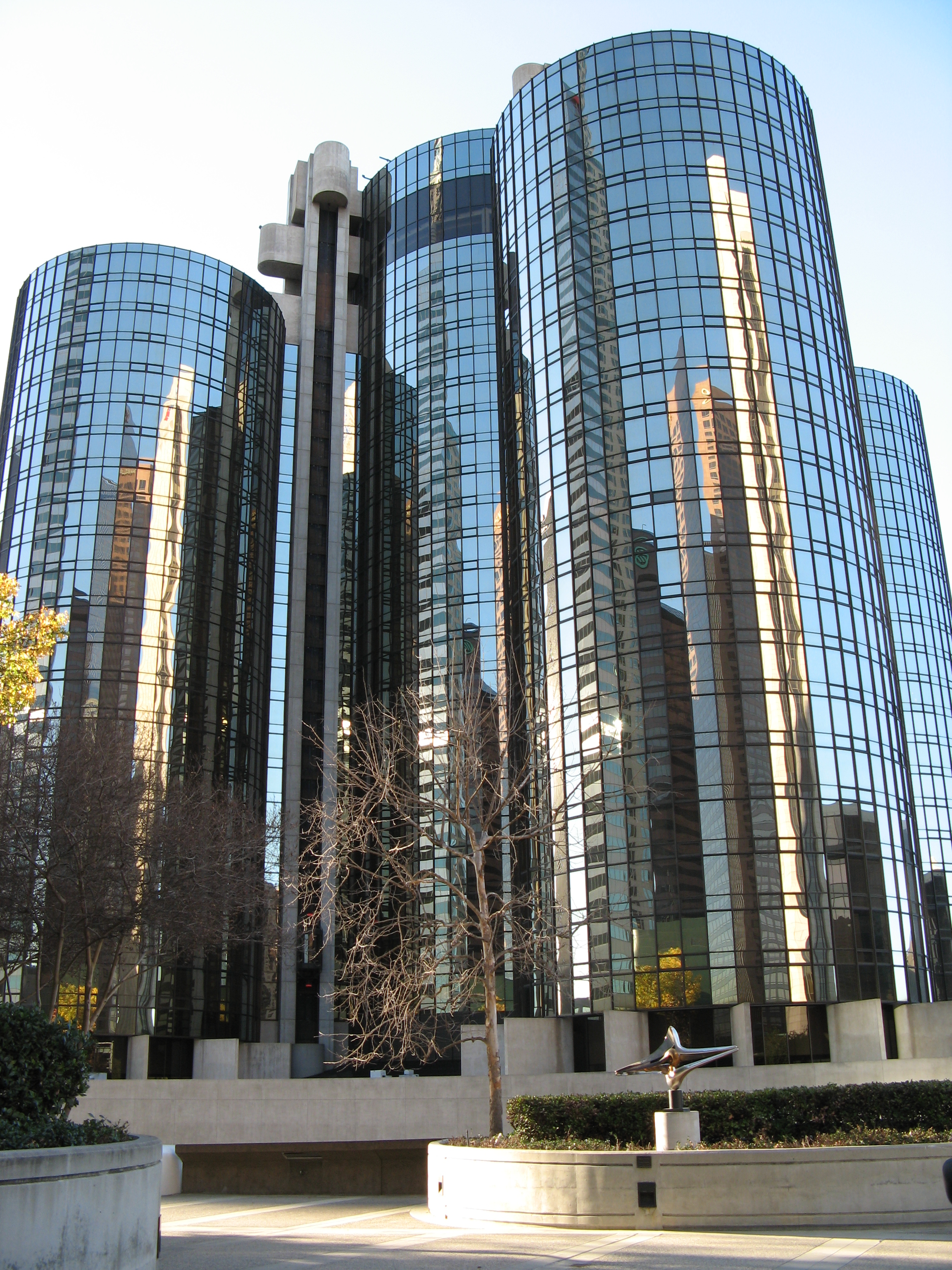
Westin Bonaventure Hotel.

### Musique
Bandes originales par Hans Zimmer
The Amazing Spider-Man : Le Destin d'un héros
(2014)
La musique du film a été composée par Hans Zimmer, qui signe ainsi sa cinquième collaboration avec Christopher Nolan après Batman Begins, The Dark Knight : Le Chevalier noir, Inception et The Dark Knight Rises.
Pour ce long métrage, le réalisateur a demandé à Hans Zimmer de composer une musique sans rien lui dévoiler de l'intrigue du film : Christopher Nolan a écrit un texte d'une page à Hans Zimmer, sans rapport direct avec le récit développé dans le long métrage, en lui demandant d'écrire la musique que ce texte lui inspirait. 
Christopher Nolan a travaillé étroitement avec Hans Zimmer pour composer la musique du film une fois les images tournées. Les bonus du film nous en apprennent plus sur le sujet.
La sortie de l'album a eu lieu le 18 novembre 2014, édité par Warner Bros. Records et Sony Music Entertainment. Trois éditions seront commercialisées : la Star Wheel Constellation Chart Digipak, contenant 16 morceaux issus du film, le Digital Deluxe Album, incluant 22 pistes, et la Illuminated Star Projection Edition, un double album contenant 28 morceaux.
Édition originale :
| 1.    | Dreaming of the Crash   | 3:55 |
| 2.    | Cornfield Chase         | 2:06 |
| 3.    | Dust                    | 5:41 |
| 4.    | Day One                 | 3:19 |
| 5.    | Stay                    | 6:52 |
| 6.    | Message From Home       | 1:40 |
| 7.    | The Wormhole            | 1:30 |
| 8.    | Mountains               | 3:39 |
| 9.    | Afraid of Time          | 2:32 |
| 10.   | A Place Among the Stars | 3:27 |
| 11.   | Running Out             | 1:57 |
| 12.   | I'm Going Home          | 5:48 |
| 13.   | Coward                  | 8:26 |
| 14.   | Detach                  | 6:42 |
| 15.   | S.T.A.Y.                | 6:23 |
| 16.   | Where We're Going       | 7:41 |
| 68:18 |                         |      |

Pistes bonus :
| 17.   | First Step                            | 1:47 |
| 18.   | Flying Drone                          | 1:53 |
| 19.   | Atmospheric Entry                     | 1:40 |
| 20.   | No Need to Come Back                  | 4:31 |
| 21.   | Imperfect Lock                        | 6:54 |
| 22.   | No Time For Caution                   | 4:06 |
| 23.   | What Happens Now?                     | 2:26 |
| 24.   | Do Not Go Gentle Into That Good Night | 1:39 |
| 24:56 |                                       |      |

## Accueil

### Accueil critique
Chaque magazine ou journal ayant son propre système de notation, toutes les notes attribuées sont remises au barème d'Allociné, de 1 à 5 étoiles.
Interstellar reçoit des critiques très positives dans le monde entier. L'agrégateur Rotten Tomatoes rapporte que 73 % des 372 critiques ont donné un avis positif sur le film, contre 86 % pour le public du site. L'agrégateur Metacritic lui donne une note de 74 sur 100 et une moyenne de 8,5⁄10. Sur Allociné, la presse française lui a donné une note de 3,8⁄5 pour 40 critiques, les spectateurs, une note de 4,5⁄5 pour 70 855 notes dont 4 065 critiques, le classant vingt-troisième meilleur film de tous les temps. En juin 2025, le site Internet Movie Database lui accorde une note de 8,7⁄10 pour plus de 2,4 millions de votants, le classant dix-huitième meilleur film de tous les temps.

### Box-office
| Pays ou région | Box-office        | Date d'arrêt du box-office | Nombre de semaines |
| -------------- | ----------------- | -------------------------- | ------------------ |
| États-Unis     | 188 020 017 $     | 19 mars 2015               | 19                 |
| France         | 2 640 439 entrées | 3 février 2015             | 13                 |
| Monde          | 677 463 813 $     | 19 mars 2015               | 19                 |

### Vraisemblance scientifique
Nolan a fait appel au physicien spécialiste des trous noirs Kip Thorne pour simuler l'apparence visuelle d'un trou noir entouré d'un disque d'accrétion de matière en rotation rapide. Thorne a eu la possibilité de développer une simulation numérique avec un degré de précision très avancé, menant même, selon le magazine américain Wired, à des découvertes scientifiques,. En effet, le disque d'accrétion, qui est matériellement plat comme les anneaux de Saturne, paraît, par le jeu des déformations de l'espace-temps générées par le trou noir, entourer celui-ci comme une coquille, formant des figures complexes avec de multiples couches, ce qui était inattendu. Le disque d'accrétion n'entoure pas réellement le trou noir, mais la lumière dégagée par le disque est piégée par les déformations de l'espace-temps et suit des géodésiques entourant le trou noir.

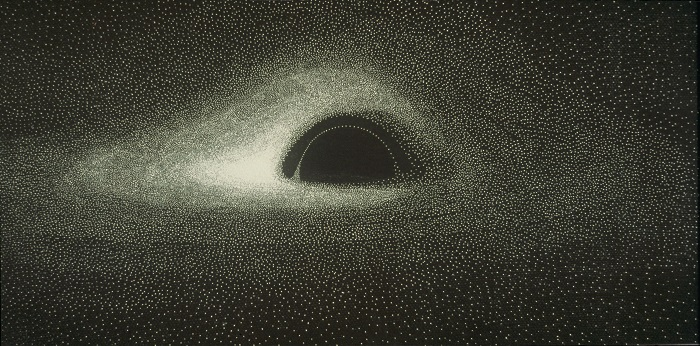
Première simulation numérique d'un trou noir entouré d'un disque d'accrétion, avec effet doppler, calculée par J.-P. Luminet en 1978 (Astronomy & astrophysics, 75, 228, 1979).

Jean-Pierre Luminet, physicien également spécialiste des trous noirs, remarque cependant que la simulation du film néglige un phénomène physique : l'effet Doppler. La coquille de lumière aurait dû apparaître comme fortement dissymétrique, car une partie du disque d'accrétion en rotation s'éloigne à haute vitesse de l'observateur et la partie opposée s'en rapproche. La partie s'éloignant devrait apparaître beaucoup plus sombre et celle approchant plus brillante. Kip Thorne en convient et affirme que cet effet a volontairement été supprimé pour que le spectateur ne soit pas désorienté par le résultat visuel.

## Distinctions

### Récompenses
- American Film Institute Awards 2014 : top 10 des meilleurs films de l'année
- Phoenix Film Critics Society Awards 2014 : meilleurs effets visuels
- St. Louis Film Critics Association Awards 2014 : meilleurs effets visuels
- Critics' Choice Movie Awards 2015 : meilleur film de science-fiction/horreur
- British Academy Film Awards 2015 : meilleurs effets visuels pour Paul J. Franklin, Scott R. Fisher et Andrew Lockley
- Oscars du cinéma 2015 : meilleurs effets visuels pour Paul Franklin, Andrew Lockley, Ian Hunter et Scott Fisher
- Saturn Awards 2015 : 
  - meilleur film de science-fiction
  - meilleur scénario
  - meilleur jeune acteur pour Mackenzie Foy
  - Meilleure musique pour Hans Zimmer
  - Meilleurs effets visuels

### Nominations
- British Academy Film Awards 2015 :
  - Meilleurs décors pour Nathan Crowley et Gary Fettis
  - Meilleure photographie pour Hoyte Van Hoytema
  - Meilleure musique de film pour Hans Zimmer
- Critics' Choice Movie Awards 2015 :
  - Meilleur réalisateur pour Christopher Nolan
  - Meilleur espoir pour Mackenzie Foy
  - Meilleure direction artistique pour Nathan Crowley et Gary Fettis
  - Meilleure photographie pour Hoyte Van Hoytema
  - Meilleur montage pour Lee Smith
  - Meilleurs effets visuels
  - Meilleure musique de film pour Hans Zimmer
- Golden Globes 2015 : Meilleure musique de Film pour Hans Zimmer
- Oscars du cinéma 2015 :
  - Meilleurs décors pour Nathan Crowley et Gary Fettis
  - Meilleur montage de son pour Richard King
  - Meilleur mixage de son pour Gary A. Rizzo, Gregg Landaker et Mark Weingarten
  - Meilleure musique de film pour Hans Zimmer
- Satellite Awards 2015 :
  - Meilleure photographie pour Hoyte Van Hoytema
  - Meilleurs effets visuels pour Andrew Lockley, Ian Hunter, Paul Franklin et Scott Fisher
  - Meilleure musique de film pour Hans Zimmer

## Autour du film
Le début du film intègre d'authentiques témoignages de victimes du « Dust Bowl », issus du documentaire The Dust Bowl (en) réalisé par Ken Burns.
Le poème Do not go gentle into that good night (Ne rentre pas tranquillement dans cette douce nuit) cité par le professeur Brand est un texte du poète gallois Dylan Thomas.

### Produits dérivés
En novembre 2014, le magazine Wired publie Absolute Zero, un comic strip de sept pages scénarisé par le réalisateur Christopher Nolan et dessiné par Sean Murphy, relatant un épisode inédit du film : le moment où le Docteur Mann décide de fausser les données de sa planète, comme une sorte de prequel au film.

#### Bases de données et dictionnaires
- Ressources relatives à l'audiovisuel :   - AllMovie
  - Allociné
  - American Film Institute
  - BFI National Archive
  - British Film Institute
  - Centre national du cinéma et de l'image animée
  - Cinematografo.it
  - Ciné-Ressources
  - Cinémathèque québécoise
  - Filmweb.pl
  - IMDb
  - LUMIERE
  - OFDb
  - Rotten Tomatoes
  - The Movie Database
- Ressource relative à la littérature :   - The Encyclopedia of Science Fiction
- Ressource relative à plusieurs domaines :   - Metacritic
- Notice dans un dictionnaire ou une encyclopédie généraliste :   - Britannica
- Notices d'autorité :   - VIAF
  - LCCN
  - GND